# Dénégation (droit français)
En droit français, la dénégation peut revêtir plusieurs sens :
- La dénégation est le refus de reconnaître un fait que son adversaire lui impute, ou plus généralement, allègue contre lui.

- C'est aussi le refus d'accorder un droit ou de reconnaître celui de son adversaire.

- La dénégation d'action est la non-reconnaissance à un plaideur du droit d'agir en justice.

- La dénégation d'écriture est la déclaration par laquelle celui auquel on oppose un acte sous seing privé refuse de reconnaître comme sienne l'écriture ou la signature que lui attribue son adversaire.

## Sources
- Vocabulaire juridique, Association Henri Capitant, Presses universitaires de France, sous la direction de Gérard Cornu.